# 普羅夏納
普羅夏納（羅馬化：Prosiana）是位於烏克蘭東部的市級鎮，由第聶伯羅彼得羅夫斯克州裡錫內利尼科韋區的小米哈伊利夫卡市鎮負責管轄。該鎮始建於1882年，面積6平方公里，海拔高度200米，2012年人口5,125，人口密度每平方公里854人。